# Alan Woods

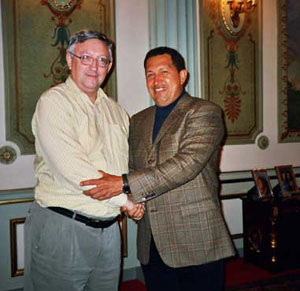
Alan Woods mit Hugo Chávez (2006)

Alan Woods (* 1944 in Swansea) ist ein trotzkistischer Politiker und Journalist. Er lebt in London.
Woods leitet – in gewählter Funktion – die Arbeit der Internationalen Marxistischen Tendenz (IMT) und ist Chefredakteur des Internetportals In Defence of Marxism. Er gehört 2002 zu den Gründungsmitgliedern der weltweit agierenden Initiative Hände weg von Venezuela (HOV).

## Leben
Er entstammt einer Familie mit starker Verwurzelung in der Communist Party of Great Britain. Im Alter von 16 Jahren trat er den LPYS Young Socialists, der Jugendorganisation der Labour Party, in seiner Heimatstadt Swansea bei. Die trotzkistische Strömung um Ted Grant hatte zu diesem Zeitpunkt bereits einige Genossen innerhalb der walisischen LPYS-Strukturen für sich gewinnen können. Es gelang ihnen innerhalb kurzer Zeit, Woods von ihrer Linie zu überzeugen. Schnell entstand auch ein freundschaftliches Verhältnis zu Ted Grant, mit dem Woods bis zu Grants Tod 2006 eng zusammengearbeitet hat. Beide Männer hatten sich im Jahr 1960 – im Rahmen eines politischen Seminars der walisischen LPYS in Swansea, auf dem Grant einen Vortrag hielt – kennengelernt. Nach seiner Schulausbildung studierte Woods Russisch an den Universitäten von Sussex (im südenglischen Brighton), Sofia und Moskau. Anschließend ging er nach Spanien. Zusammen mit spanischen und weiteren britischen Genossen baute er die Gruppe „Nuevo Claridad“ (ab 1976: „El Militante. Voz del Socialismo Marxista y la Juventud“) auf, die in der Zeit des Zusammenbruchs der Franco-Diktatur für die Errichtung einer sozialistischen Arbeiterrepublik auf spanischem Boden eintrat. Nach seiner Rückkehr nach London Anfang der 1980er Jahre wirkte er aktiv am Aufbau der nun rapide wachsenden Militant Tendency mit. Als Mitglied der Militant-Leitung wurde er 1983 aus der Labour Party ausgeschlossen.

### Spaltung der Militant-Gruppe
Ab ca. 1988 kam es innerhalb der Militant-Gruppe zu schweren Auseinandersetzungen, die sich im Laufe des Jahres 1991 zuspitzten und zur definitiven Spaltung „der Tendenz“ im Januar 1992 führten. Gemeinsam mit Grant hielt Woods an der Strategie des „vorbereitenden Entrismus“ in der Labour Party fest, während eine immer stärker werdende Mehrheit des Verbandes Peter Taaffes Auffassung folgte, Militant müsse nun als eigenständige politische Partei gegen die – aus ihrer Sicht – verbürgerlichte Labour Party antreten. Woods wurde gemeinsam mit Grant und seinen Unterstützern aufgrund der Wahrnehmung ihres – in der Verbandssatzung festgeschriebenen – demokratischen Rechts, eine Minderheitsströmung zu bilden, von der Militant-Leitung aus dem Verband ausgeschlossen. Fortan übernahm Woods die Chefredaktion der neuen marxistischen Zeitung innerhalb der Labour Party, dem Socialist Appeal. Marxist Voice of the Labour Movement. International wirkte er nach der Abspaltung der Strömung um Grant und Woods vom Komitee für eine Arbeiterinternationale (CWI) am Aufbau des neuen Dachverbandes Internationale Marxistische Tendenz (IMT) mit.

## Aufstand der Vernunft
Woods und Grant publizierten 1995 ihr gemeinsam verfasstes Buch Aufstand der Vernunft - Marxistische Philosophie und moderne Wissenschaft über Naturwissenschaften. Zwecks Vermarktung dieser Publikation wurde 1996 die Internetplattform www.marxist.com gegründet, welche zum Zentralorgan der IMT wurde. Das Buch selbst wurde von bekannten Naturwissenschaftlern und marxistischen Theoretikern aufgrund darin stellenweise enthaltener Verwerfungen naturwissenschaftlicher Grunderkenntnisse, beispielsweise der Urknall-Theorie oder der Existenz schwarzer Löcher, kritisiert:

„Der österreichische Promedia Verlag hat ein nicht minder sorgfältig gearbeitetes, wenn auch leider teures Buch daraus gemacht. Dessen wissenschaftlicher Inhalt aber entbehrt dieser Sorgfalt. Je aufmerksamer man es studiert, umso mehr Zweifel treten an der Argumentation beider Autoren auf.“

## Werke
- Marxism in Our Time (1992)
- China in Crisis (1994)
- Bolshevism - The Road to Revolution: A History of the Bolshevik Party, Well Red Publications (englisch, 1999) ISBN 978-1-900007-05-4
- Aufstand der Vernunft (engl. Ausgabe unter dem Titel Reason in Revolt: 1995, dt. Ausgabe: 2002)
- The Origins of the Russian Revolution (Lancaster Pamphlets) (1993), ISBN 0-415-10232-4
- Bolshevism, the road to revolution : a history of the Bolshevik Party from the early beginnings to the October Revolution, 1999, ISBN 1-900007-05-3